# Хрисанова, Валентина Викторовна
Валентина Викторовна Хрисанова (1921—?) — советский техник, бригадир комсомольско-молодёжной бригады цеха радиоламп Московского электролампового завода. Лауреат Сталинской премии (1949).

## Биография
Валентина Хрисанова родилась в 1921 году в селе Хавки (ныне — Венёвского района Тульской области) в семье рабочего. В 1938 году устроилась бухгалтером на Московский электроламповый завод. Одновременно училась на вечернем отделении финансово-экономического техникума, который окончила в 1940 году.
После начала Великой Отечественной войны захотела пойти в армию, но получила отказ. Её зачислили в команду противовоздушной обороны завода. Валентина Хрисанова стала проситься на работу в заводской цех, чтобы самой делать необходимое для фронта вооружение, но там ей вначале тоже отказали. В 1942 году, когда на заводе открылся цех радиоламп, просьба Валентины Хрисановой была удовлетворена. Она стала трудиться в цеху в качестве неквалифицированной работницы. Изучив опыт коллег, Валентина Хрисанова стала универсалом-сборщиком. По совету начальника цеха Зинаиды Кондрашёвой она поступила на вечернее отделение электровакуумного техникума, которое окончила в 1946 году, получив звание техника электровакуумного производства.
Валентина Хрисанова была назначена мастером-бригадиром комсомольско-молодёжной бригады. В её подчинении было 32 девушки, занимавшиеся сборкой радиоламп. С целью достижения высокой производительности труда, по инициативе Валентины Хрисановой в бригаде была организована стахановская школа, где лучшие работницы обучали отстающих. Валентина Хрисанова также обратила внимание на неравномерную работу бригады: в начале месяца темпы работ снижались, а к концу начинался «штурм». Подобный подход к делу привёл к тому, что в марте 1947 года бригада сорвала план и подвела весь цех. Валентина Хрисанова была подвергнута суровой критике, из которой она сделала выводы: «На горьком собственном опыте мы убедились, что нельзя терять время зря, надеясь на последние дни месяца. Работать равномерно надо весь месяц, а не рассчитывать, что штурмовщина выручит».
В 1947 году Валентина Хрисанова проанализировала загрузку рабочего дня и пришла к выводу, что в работе конвейера нет ритма. Она решила перейти на работу по часовому графику: смена делилась на 8 равных частей, на каждый час давалось задание и контролировалось его выполнение. Для этого в цеху был установлен щит с таблицей. По диагонали этот щит пересекала линия лампочек. Когда часовой график выполнялся, на щите загоралась соответствующая лампочка. Если лампочка не загоралась, начинались поиски виновника задержки. Благодаря часовому графику, бригада Валентины Хрисановой выполнила пятилетнее задание за 3 года и 10 месяцев. Этот метод организации работы получил широкое распространение в других цехах завода: к 1949 году по такому методу работало уже 65 бригад. По часовому графику стали работать на заводах Ленинграда, Киева, Новосибирска и других городов.
В 1949 году Валентина Хрисанова была удостоена Сталинской премии — «за применение новых методов работы, обеспечивающих более высокую производительность труда, снижение себестоимости и высвобождение рабочей силы». В том же году вступила в КПСС. Избиралась членом парткома, была наставником молодёжи.
В 1970-х годах работала инженером-технологом цеха радиоламп Московского завода электровакуумных приборов. К концу 1980-х годов Валентина Хрисанова вышла на пенсию.
Жила неподалёку от электролампового завода по адресу 3-й Зборовский переулок, 18 (ныне Проектируемый проезд № 917, дом не сохранился). Затем переехала на Новопесчаную улицу, 4к2.

## В культуре
Валентине Хрисановой посвящена книга 1951 года «Начало пути» И. И. Ирошниковой. В 1949 году художник Р. В. Гершаник выполнил плакат «Работайте по часовому графику!» с изображением Валентины Хрисановой, рассказывающий о методе работы её бригады. В 1951 году он выполнил портрет Валентины Хорсановой (ныне в собрании Самарского областного художественного музея). В 1949 году скульптор И. И. Козловский выполнил бюст Валентины Хрисановой. Карикатурист И. М. Семёнов изобразил Валентину Хрисанову на рисунке «Лауреатская маёвка» с бигудями из ламп (№ 12 журнала «Крокодил» за 1949 год).

## Сочинения
- В. Хрисанова. По часовому графику. Профиздат, 1949.
- Первое мирное задание // Всегда в борьбе: Воспоминания ветеранов и активистов московского комсомола. Книга вторая. 1978.